# Wohlfahrtia balassogloi
Wohlfahrtia balassogloi är en tvåvingeart som först beskrevs av Josef Aloizievitsch Portschinsky 1881.  Wohlfahrtia balassogloi ingår i släktet Wohlfahrtia och familjen köttflugor. Inga underarter finns listade i Catalogue of Life.